# قانونی‌بودن اشغال فلسطین توسط اسرائیل
قانونی بودن اشغال فلسطین توسط اسرائیل که از سال ۱۹۶۷ ادامه داشته است و طولانی‌ترین اشغال نظامی در تاریخ معاصر است  موضوعی است که بسیار کمتر از نقض قوانین بین‌المللی بشردوستانه (IHL) و قوانین بین‌المللی حقوق بشر (IHRL) که در دوران اشغال رخ داده است مورد توجه قرار گرفته است.    چندین قطعنامه مجمع عمومی سازمان ملل متحد ادامه اشغال را غیرقانونی وصف کرده است. بخش اعظم دانشوری حقوق بین‌الملل که به این سؤال می‌پردازد به این نتیجه رسیده است که فارغ از اینکه در ابتدا قانونی بوده است یا خیر، اشغال در طول زمان غیرقانونی شده است.  دلایل ذکر شده برای غیرقانونی بودن آن عبارتند از استفاده از زور برای اهداف غیرمجاز مانند انضمام، نقض حق تعیین سرنوشت فلسطین، اینکه اشغال خود یک رژیم غیرقانونی «انقیاد، سلطه و استثمار بیگانگان» یا ترکیبی از این عوامل است.  ایال بنونیستی بیان کرد که امتناع یک اشغالگر از مشارکت با حسن نیت در تلاش برای دستیابی به یک راه حل مسالمت آمیز نه تنها باید غیرقانونی تلقی شود، بلکه باید به عنوان یک ضمیمه سازی آشکار تلقی شود.  رالف وایلد، دانشور حقوق بین‌الملل بیان می‌کند که «روش رایج برای درک طولانی‌مدت اشغال… نقض طولانی‌مدت حقوق بین‌الملل است».  با این حال اسرائیل اشغال فلسطین را انکار می‌کند و حضور خود را قانونی می‌داند.
در ۲۰ اکتبر ۲۰۲۲، هیئت دائمی حقیقت یاب سازمان ملل متحد در مورد مناقشه اسرائیل در فلسطین گزارشی به مجمع عمومی سازمان ملل ارائه کرد که در آن از شورای امنیت خواسته شد به «اشغال دائمی» اسرائیل پایان دهد و از کشورهای عضو سازمان ملل خواست تا مقامات اسرائیلی تحت پیگرد قانونی قرار گیرند. این گزارش «دلایلی منطقی» یافت تا به این نتیجه برسد که اشغال «در حال حاضر بر اساس قوانین بین‌المللی به دلیل دائمی شدن آن» و «سیاست‌های به‌طور دوفاکتو ضمیمه سازی» اسرائیل غیرقانونی است. نخست‌وزیر اسرائیل یائیر لاپید گفت که این گزارش "مغرضانه، نادرست، تحریک آمیز و آشکارا نامتوازن" است و توئیت کرد که "همه انتقادها از اسرائیل یهودستیزانه نیست، اما این گزارش توسط یهودی ستیزان نوشته شده است… گزارشی کاملاً ضد یهود است». دیوان بین‌المللی دادگستری (ICJ) درخواست سازمان ملل متحد (سازمان ملل) را در مورد پیامدهای حقوقی ناشی از سیاست‌ها و عملکردهای اسرائیل در اراضی اشغالی فلسطین از جمله قدس شرقی پذیرفت. این دیوان در ژوئیه ۲۰۲۴، حکم خود را منتشر کرد، و دریافت حضور ادامه یافته اسرائیل در فلسطین غیرقانونی است، و به سیاست‌های اسرائیل استناد کرد که ناقض کنوانسیون ۱۹ ژنو است و معادل الحاق این اراضی (به اسرائیل) است.

## تعیین سرنوشت
حق تعیین سرنوشت فلسطین در سطح بین‌المللی به رسمیت شناخته شده است.  صرف نظر از اینکه در حال حاضر یک کشور فلسطینی وجود دارد یا خیر، حاکمیت در سرزمین‌های اشغالی فلسطین متعلق به مردم فلسطین است.  رالف وایلد، محقق حقوق بین‌الملل، می‌گوید: «با توجه به اینکه مردم فلسطین موافقت نکرده‌اند که تمام یا بخشی از سرزمین‌های اشغال شده فلسطینی اسرائیلی باشد، شرط پیش‌فرض قانون خودمختاری این است که باید فوراً از موانع تعیین سرنوشت از جمله پایان سریع اشغال رها شوند. 

## ارزیابی‌های کلی
در مجله اروپایی حقوق بین‌الملل، آردی ایمسیس استدلال می‌کند که «اشغال اسرائیل به مرور زمان به دلیل نقض سه هنجار آمره حقوق بین‌الملل غیرقانونی شده است: ممنوعیت تصرف سرزمین از طریق زور، تعهد به احترام به حقوق مردم. به تعیین سرنوشت و تعهد به خودداری از تحمیل رژیم‌های انقیاد، سلطه و استثمار بیگانگان که خصمانه نسبت به نوع بشر هستند، از جمله تبعیض نژادی». 
ویتو تودسکینی استدلال می‌کند که ماهیت طولانی و با پایان نامعین اشغال کرانه باختری، از جمله بیت‌المقدس شرقی، آن را بر اساس قانون بین‌الملل و قانون بشردوستانه غیرقانونی می‌سازد.
در سال ۲۰۱۷، مایکل لینک، گزارشگر ویژه سازمان ملل متحد در مورد اراضی اشغالی فلسطین، اشغالگری اسرائیل را غیرقانونی دانست. جانشین او، فرانچسکا آلبانیز، گفت که این اشغال از «خط قرمز قانونی» عبور کرده است، زیرا «بر اساس قوانین بین‌المللی، اشغال موقت است، با ضرورت نظامی و به نفع مردم اشغال شده توجیه می‌شود.»

## پیامدها
به گفته آزارووا، «از آنجایی که حضور چنین کشورهای اشغالگری در سرزمین اشغالی تهدیدی برای جمعیت غیرنظامی بومی سرزمین اشغالی است، وظیفه اصلی حقوق بین‌الملل حذف چنین وضعیت‌های غیرقانونی ای از طریق بازگرداندن سرزمین اشغالی به وضع موجود قبل از آن است.  آزارووا سیاستگذاران اتحادیه اروپا را تشویق کرده است که از تعهد قانونی عدم به رسمیت شناختن نقض قوانین بین‌المللی - از جمله انضمام واقعی کرانه باختری توسط اسرائیل - و «بازنگری در مدل شکست خورده صلح» حمایت کنند.
ایمسسیس می‌گوید که اگر اشغال یک اقدام نادرست بین‌المللی باشد، پایان دادن فوری به این اشتباه - به جای انتظار برای یک مصالحه از طریق مذاکره - راه‌حل درستی بر اساس قوانین بین‌المللی در مورد مسئولیت دولت خواهد بود.  به عقیده وی، انجام مذاکرات در حالی که اشغال غیرقانونی ادامه می‌یابد، «می‌تواند توسط طرف قدرتمندتر برای تحکیم اقدامات غیرقانونی خود تحت پوشش مشروعیت ارائه شده توسط سازمان ملل مورد سوء استفاده قرار گیرد».  بر اساس اصل ex injuria jus non oritur، ناقض حقوق بین‌الملل نمی‌تواند منفعتی از نقض آن به دست آورد.  
تمرکز بر روش‌های اشغال و IHL و IHRL فردی به دلیل نادیده گرفتن این سؤال بزرگتر که آیا خود اشغال قانونی است یا حتی مشروعیت بخشیدن به خود اشغال مورد انتقاد قرار گرفته است.      تمرکز کلی بر اشغال توسط وایلد و هانی سید به عنوان تقویت پارادایم راه حل دو دولتی و پاک کردن مسائل مهم سیاسی مانند پیامدهای اخراج و فرار فلسطینیان در سال ۱۹۴۸، پناهندگان فلسطینی، وضعیت ساکنان فلسطینی در اسرائیل و سایر مسائل مربوط به درگیری اسرائیل و فلسطین مورد انتقاد قرار گرفته است.  

### استنادات
1. ↑  Azarova 2019, p. 115.
2. 1 2 3 4  Imseis 2020, p. 1085.
3. 1 2  Sayed 2014, p. 80.
4. 1 2  Ben-Naftali, Gross & Michaeli 2005, pp. 551–552.
5. ↑  Imseis 2020, pp. 1072–1073.
6. ↑  Imseis 2020, pp. 1073, 1085.
7. ↑  Benvenisti 2012, p. 233.
8. ↑  "Ralph Wilde". UCL Faculty of Laws. September 11, 2017. Archived from the original on March 16, 2022. Retrieved March 21, 2022.
9. ↑  Wilde 2021, p. 43.
10. ↑  "Commission of Inquiry finds that the Israeli occupation is unlawful under international law". OHCHR.
11. ↑  "UN report denounces Israel's 'unlawful occupation,' demands prosecution of officials". www.timesofisrael.com.
12. ↑  "Lapid: UN's CIO report is antisemitic and written by antisemites". The Jerusalem Post | JPost.com.
13. ↑  "INTERNATIONAL COURT OF JUSTICE". www.icj-cij.org.
14. ↑  ICJ opinion declaring Israel's occupation of Palestinian territories unlawful is historic vindication of Palestinians' rights (به انگلیسی), عفو بین‌الملل, ‏۱۹ ژوئیه ۲۰۲۴‏, Wikidata Q127606223, archived from the original on 19 July 2024 {{citation}}: Check date values in: |publication-date= (help)نگهداری CS1: نقطه‌گذاری اضافه (link)
15. ↑  Wilde 2021, p. 38.
16. ↑  Wilde 2021, p. 39.
17. ↑  Wilde 2021, p. 41.
18. ↑  "Israel's occupation has crossed the 'red line of legality,' says new UN rapporteur - Al-Monitor: The Pulse of the Middle East". www.al-monitor.com (به انگلیسی). Retrieved 11 April 2022.
19. ↑  Azarova 2019, p. 136.
20. ↑  Azarova, Valentina (2 June 2017). "Israel's unlawfully prolonged occupation: consequences under an integrated legal framework". European Council on Foreign Relations. Archived from the original on 19 March 2022. Retrieved 19 March 2022.
21. ↑  Imseis 2020, p. 1068.
22. ↑  Azarova 2018, p. 3.
23. ↑  Imseis 2020, p. 1066.
24. ↑  Gross 2017, p. 16.
25. ↑  Azarova 2019, p. 147.
26. ↑  Sayed 2014, pp. 83–84.
27. ↑  Wilde 2021, pp. 6, 14.